# 충렬대로
충렬대로(忠烈大路)는 부산광역시 동래구 온천동 제2만덕터널 동단과 안락동 원동교를 잇는 부산광역시의 도로이다. 시점인 만덕터널 동단부터 안락 교차로까지 구간은 국도 제14호선으로 지정되어 있다. 전 구간 부산광역시도 제40호선에 속한다.

## 역사
- 2009년 7월 8일 : 2개 이상 구·군에 걸쳐 있는 도로로 충렬대로를 고시[1]

## 주요 경유지
부산광역시
- 동래구

## 노선
전 구간 부산광역시도 제40호선에 속하기 때문에 이 노선에 대한 별도 표기는 하지 않는다.
| 이름                       | 접속 노선                                                                             | 소재지          | 소재지          | 비고            |
| 만덕대로와 직결            | 만덕대로와 직결                                                                       | 만덕대로와 직결 | 만덕대로와 직결 | 만덕대로와 직결 |
| -------------------------- | ------------------------------------------------------------------------------------- | --------------- | --------------- | --------------- |
| 미남교 교차로              | 부산광역시도 제4001호선 (쇠미로)                                                      | 부산광역시      | 동래구          |                 |
| 미남 교차로                | 부산광역시도 제7102호선 (아시아드대로) (우장춘로) 미남로 충렬대로75번길 우장춘로4번길 | 부산광역시      | 동래구          |                 |
| 내성 교차로 (동래역)       | 국도 제7호선 부산광역시도 제61호선 (중앙대로)                                         | 부산광역시      | 동래구          |                 |
| 동래 교차로 (수안역)       | 부산광역시도 제79호선 부산광역시도 제4002호선 (명륜로) 명륜로94번길                   | 부산광역시      | 동래구          |                 |
| 낙민역                     | 낙민로                                                                                | 부산광역시      | 동래구          |                 |
| 안락 교차로 (안락지하차도) | 국도 제14호선 부산광역시도 제91호선 (반송로) 충렬대로350번길                          | 부산광역시      | 동래구          |                 |
| (이름 없음)                | 충렬대로410번길                                                                       | 부산광역시      | 동래구          |                 |
| 안락뜨란채삼거리           | 부산광역시도 제3203호선 (연안로)                                                      | 부산광역시      | 동래구          |                 |
| 원동교                     |                                                                                       | 부산광역시      | 동래구          |                 |
| 해운대로와 직결            |                                                                                       |                 |                 |                 |

## 주요 건물 및 시설
- 동래역(4호선) (부산광역시 동래구 충렬대로 지하147)
- 대동병원 (부산광역시 동래구 충렬대로 187)
- 메가마트 동래점 (부산광역시 동래구 충렬대로 197)
- 수안역 (부산광역시 동래구 충렬대로 지하223)
- 수안동우체국 (부산광역시 동래구 충렬대로 244-1)
- 낙민역 (부산광역시 동래구 충렬대로 지하285)
- 부산안락동우체국 (부산광역시 동래구 충렬대로 395)
- 한국전력공사 동래지사 (부산광역시 동래구 충렬대로 423)